# Diaea haematodactyla
Diaea haematodactyla är en spindelart som beskrevs av Ludwig Carl Christian Koch 1875. Diaea haematodactyla ingår i släktet Diaea och familjen krabbspindlar.
Artens utbredningsområde är Queensland. Inga underarter finns listade i Catalogue of Life.